# Kloster Wülfinghausen

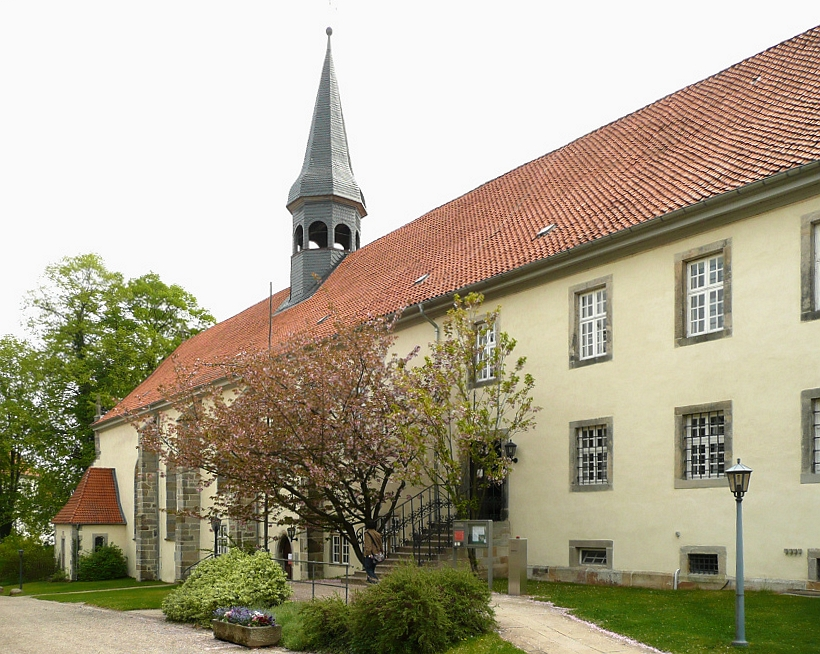
Klosterkirche Wülfinghausen

Das Kloster Wülfinghausen ist ein 1236 gegründetes Augustiner-Chorfrauenstift, das nach der Reformation zum evangelischen Frauenstift wurde. Es liegt nahe Eldagsen in der Region Hannover unmittelbar am Höhenzug Osterwald. Die Anlage besteht aus den in sich abgeschlossenen und unmittelbar nebeneinander liegenden Baukomplexen Kloster und Klostergut. Wülfinghausen ist eines der fünf Calenberger Klöster, die von der Klosterkammer Hannover verwaltet werden.

## Geschichte

### Vorgeschichte

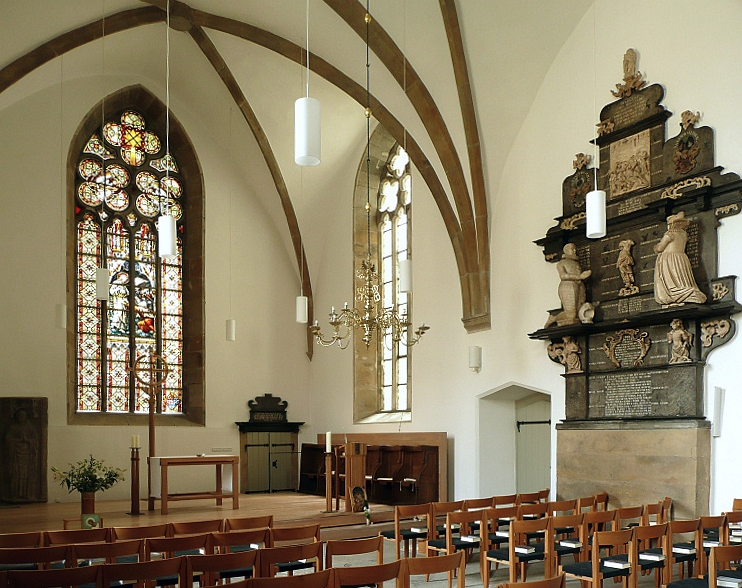
Klosterkirche innen

Der Klostergründung geht eine Anlage in Engerode bei Salzgitter durch den Ritter Ditmar von Oddingroht (Engerode) für Nonnen nach der Regel des heiligen Augustinus voraus. Nach nur kurzem Bestehen wurde das Kloster nach Wülfinghausen verlegt, wo ein Bauplatz vom Ritter Arnold von Wülfinghausen erworben oder gestiftet war. Der Bau wurde zu Ehren der Jungfrau Maria als Augustinerinnenkloster errichtet.

### Erbauung
Für die Erbauung wird das Jahr 1236, für die Einweihung 1240 in einer Urkunde von Konrad II. von Riesenberg, Bischof von Hildesheim, angegeben. Das Kloster blieb trotz Schenkungen, auch durch die Grafen von Hallermund als regionale Herrscher, arm. 1323 wurde die Zahl der Klosterbewohner auf 60 begrenzt. Sie entstammten dem Adel und dem besitzenden Bürgertum. Am 8. Januar 1378 vernichtete eine Feuersbrunst die Klostergebäude.

### Reformation
1543 konvertierte das Kloster zur lutherischen Lehre. 1593 wurde es säkularisiert. Seitdem ist das Kloster ein Frauenstift, in das alleinstehende evangelische Damen aufgenommen wurden. 1618 bewohnten sechs Konventualinnen das Kloster, 1684 waren es zwölf Frauen. Im 16. Jahrhundert gehörte das Kloster neben Mariensee, Marienwerder, Barsinghausen und Wennigsen zu den Calenberger Klöstern, deren Erträge in die Klosterkasse in Hannover flossen.

### Brand und Wiederaufbau von Klostergut und Kloster
1728 vernichtete erneut ein Feuer die mittelalterlichen Klostergebäude außer die im gotischen Stil erbaute Klosterkirche. Eine Gedenktafel am Tor zum Klostergut weist auf die erneute Grundsteinlegung am 18. März 1729 durch König Georg II. hin. Der Neubau der Gebäude des Klostergutes war bereits 1730, die Neuerrichtung der Konventsgebäude im Barockstil erst 1740 abgeschlossen. Der Wirtschaftshof des Klostergutes bekam die Ausmaße von 160 m × 60 m. Er wird von Scheunen und Ställen aus Bruchsteinen begrenzt und ist seit dem Neuaufbau nicht weiter verändert worden. Die gesamte Anlage von Kloster und Klostergut erweckt einen schlossähnlichen Eindruck.

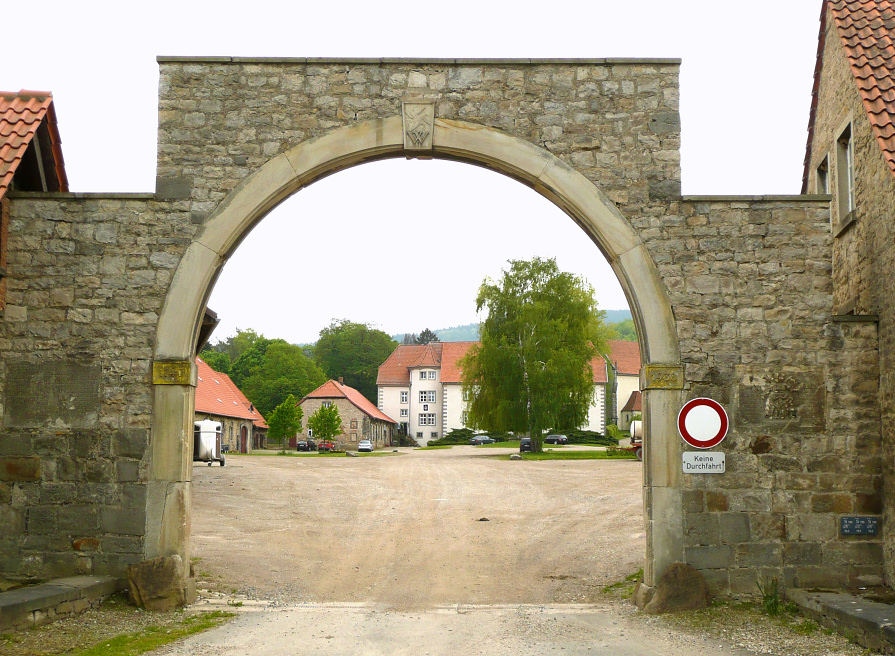
Gutstor mit Blick auf den Hof des Klostergutes und das Gutshaus
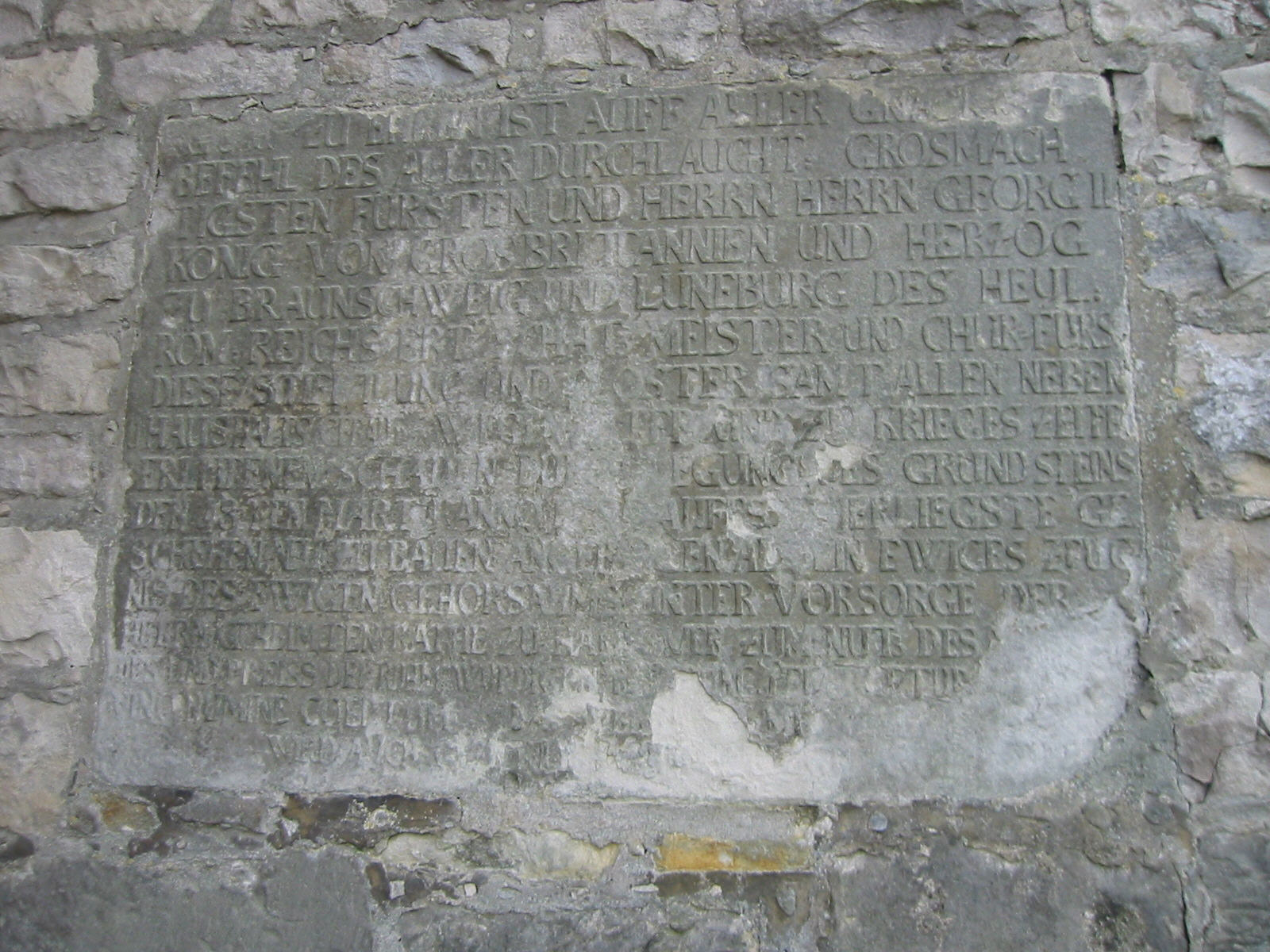
Gedenktafel zum Neuaufbau 1729 am Gutstor
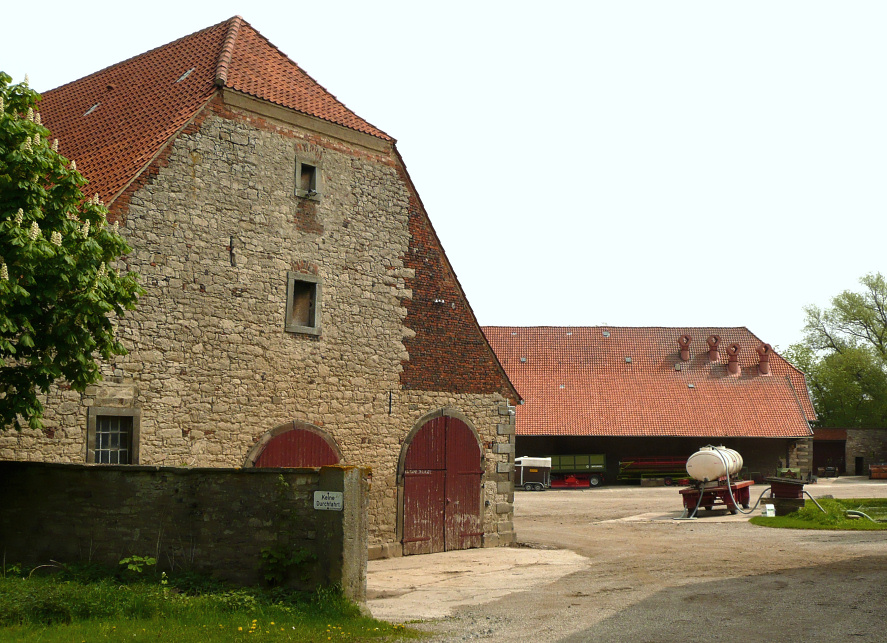
Großräumige Scheunen des Klostergutes
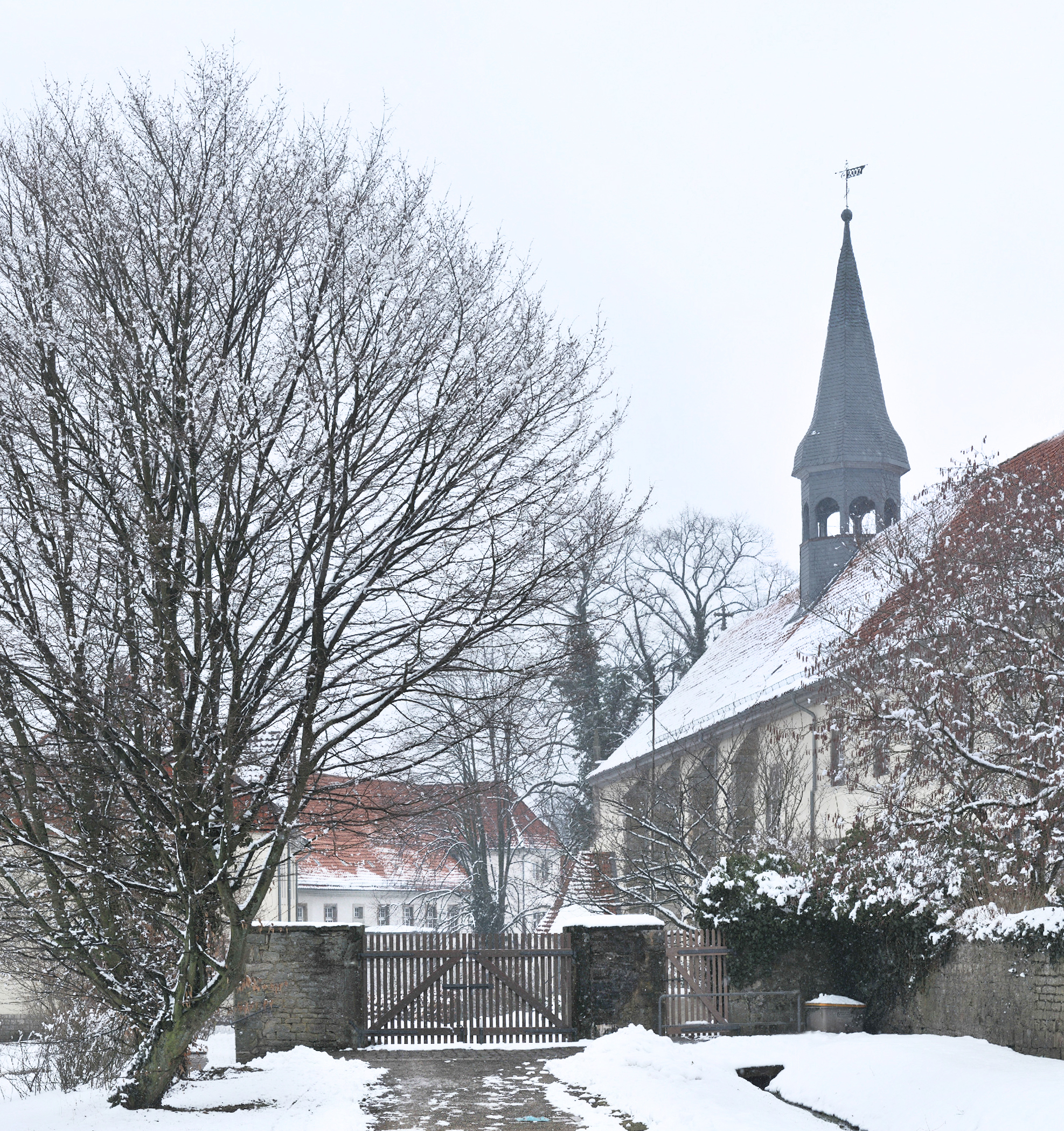
Zugang vom Parkplatz zum Kloster Wülfinghausen
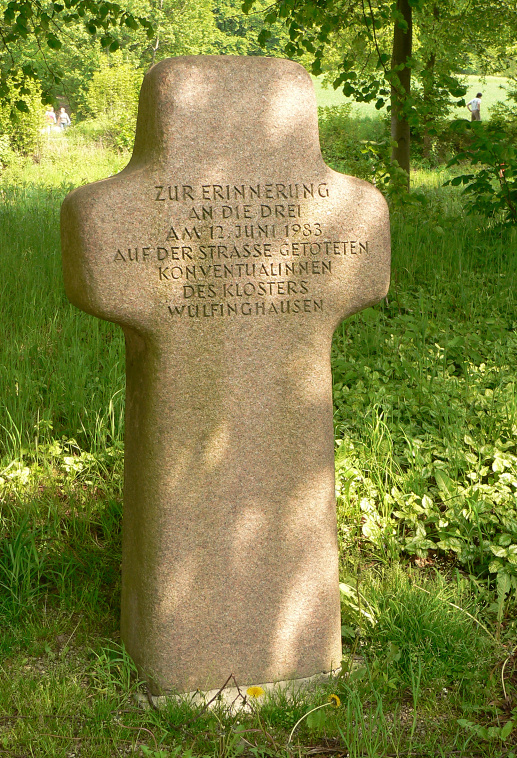
Gedenkstein von 1983 an der Deisterpforte für drei verunfallte Konventualinnen des Klosters

### Wallburg

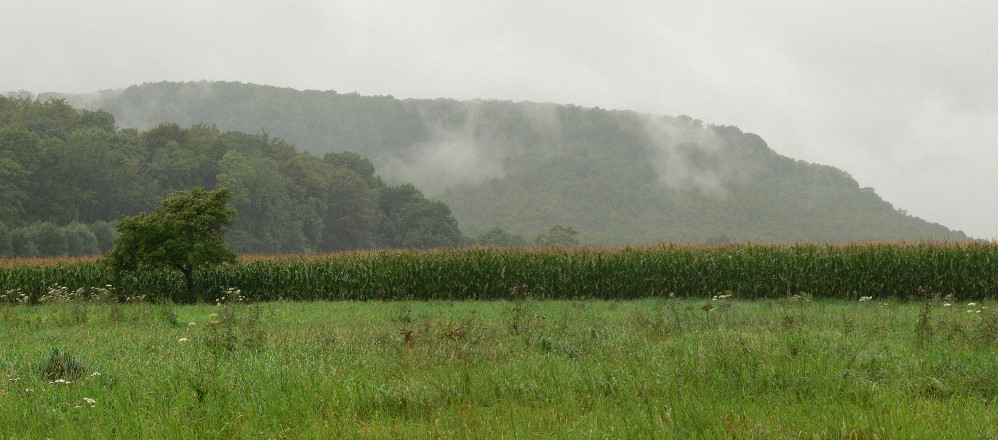
Bewaldeter Bergsporn des Osterwaldes mit den Resten der Barenburg, vom Kloster aus gesehen

Etwa ein Kilometer westlich des Klosters befindet sich auf einem spornförmigen Ausläufer des Osterwaldes die Barenburg. Es handelt sich um eine Wallburganlage von 5,5 ha Größe im Innenraum. Die Anlage befindet sich in strategisch günstiger Lage, da zwei Seiten durch schroff abfallende Felswände und Hänge auf natürliche Weise gesichert sind. Da bisher keine Ausgrabungen vorgenommen worden und auch keine Funde bekannt sind, wird die Errichtungszeit der Anlage in der vorrömischen Eisenzeit vermutet. Sie könnte bis ins Mittelalter als Fliehburg Verwendung gefunden haben, da sie zum Besitz des Klosters zählte.

## Schwesterngemeinschaften

### Communität Christusbruderschaft Selbitz

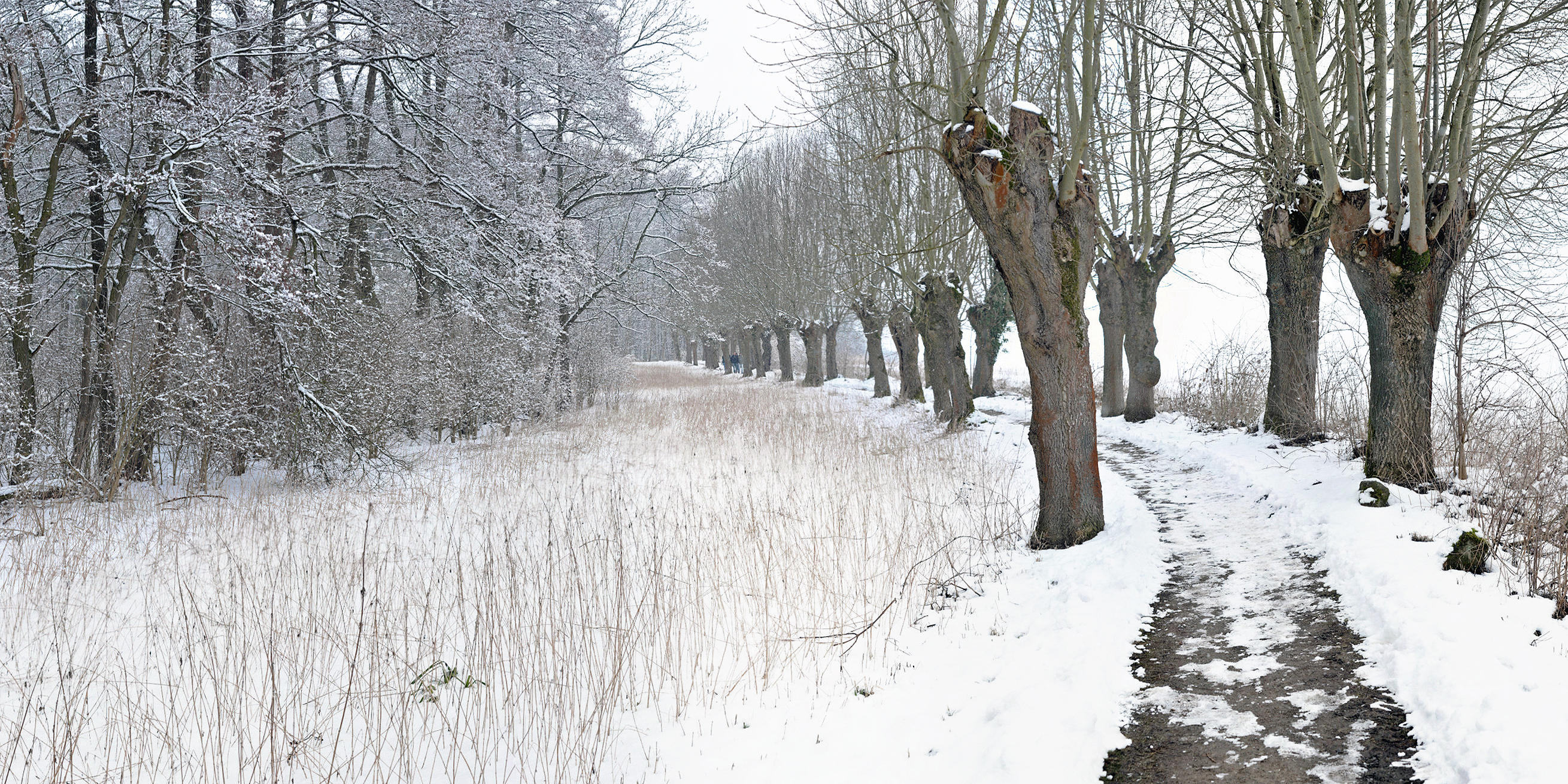
Kopfeschen an dem Fußweg vom Kloster Wülfinghausen

Seit dem Jahr 1994 wurde das Kloster von sieben Schwestern der evangelischen Communität Christusbruderschaft Selbitz aus Oberfranken bewohnt.

### Communität Kloster Wülfinghausen
Im Jahr 2013 trennten sich die verbliebenen drei Schwestern von der Herkunftskommunität und bilden mit einer neu eingetretenen Postulantin nunmehr ein selbstständiges evangelisches Kloster innerhalb der Evangelisch-lutherischen Landeskirche Hannovers. Äbtissin ist Reinhild von Bibra.

## Das Kloster heute
Im Kloster finden Kurse zu christlichen und spirituellen Themen statt. Es ist möglich, Urlaub im Gästehaus des Klosters zu verbringen oder sich eine Auszeit von bis zu drei Monaten zu nehmen.
Vom Kloster Wülfinghausen führt ein Weg mit Kopfeschen zu einem Waldlokal.

## Die Orgel der Klosterkirche
Die Orgel wurde 1969 von dem Orgelbauer Emil Hammer in einem Gehäuse aus der Zeit um das Jahr 1820 erbaut. Das Instrument hat 11 Register auf einem Manual und Pedal. Die Spiel- und Registertrakturen sind mechanisch. 2006 wurde das Instrument von der Orgelbauwerkstatt Jörg Bente grundlegend saniert und neu intoniert.
| I Hauptwerk C–g3 |                |       |   |
| 1.               | Principal      | 8′    | N |
| 2.               | Gedackt        | 8′    |   |
| 3.               | Gambe          | 8′    | N |
| 4.               | Octave         | 4′    |   |
| 5.               | Holzflöte      | 4′    |   |
| 6.               | Quinte (ab c1) | 3′    |   |
| 7.               | Octave         | 2′    |   |
| 8.               | Sifflöte       | 1 ⁄3′ |   |
| 9.               | Mixtur III     |       |   |

| Pedal C–f1 |           |     |   |
| 10.        | Subbass   | 16′ |   |
| 11.        | Octavbass | 8′  | N |

- Koppeln: I/P
- Anmerkung

N = neues Register (Bente, 2006)

## Persönlichkeiten
- Gustav Stölting (1850–1934), Jurist, Geheimer Konsistorialrat, Ritterschafts-Deputierter und Mitglied des Hannoverschen Provinziallandtages, hier geboren